# DXF
DXF (acrònim de l'anglès Drawing Exchange Format) és un format de fitxer informàtic per dibuixos de disseny assistit per ordinador, creat fonamentalment per a possibilitar la interoperabilitat entre els arxius .DWG, usats pel programa AutoCAD i la resta de programes del mercat. Es distribueix sota llicència Attribution-NonCommercial-ShareAlike 3.0.
Aquest tipus d'arxius va aparèixer el 1982, juntament amb la primera versió del programa AutoCAD, propietat d'Autodesk.
Al llarg del temps, els fitxers DWG han guanyat en complexitat, i la portabilitat mitjançant DXF ha perdut eficàcia, ja que no totes les funcions que suporta el format nadiu DWG s'han pogut traslladar al format DXF.

## Programes que suporten l'extensió DXF
- Adobe Illustrator
- AgrimenSoft
- Alibre Design
- Altium
- Andcad
- ArchiCAD
- ArcMap
- Artlantis
- AutoCAD
- Blender (usant un script d'importació)
- CadWork
- Cartomap
- Corel Draw
- DWGeditor
- Eye-Sys
- FreeCAD
- Google SketchUp
- GstarCAD
- GvSIG
- Inkscape
- IntelliCAD
- Hevacomp
- Lenel OnGuard
- Manifold System
- Maple 12
- Mathematica
- MetaCAM
- Microsoft Word
- Microsoft Visio
- Microstation
- MiniPLAN
- Mode (programari)
- OmniWin Cadnest
- Paint Shop Pro
- Processing
- Qcad
- RackTools
- Rhinoceros 3D
- Solid Edge
- SolidWorks
- UGS NX
- VectorWorks
- WorkXPlore 3D